# Brčevec
 Brčevec  falu Horvátországban Zágráb megyében. Közigazgatásilag Vrbovechez tartozik.

## Fekvése
Zágrábtól 32 km-re északkeletre, községközpontjától 2 km-re délre a megye északkeleti részén fekszik.

## Története
A település a rakolnok-verboveci uradalom része volt, a Zrínyiek, majd 1710-től a Patacsichok birtoka. 1557-ben Boričevec néven említik (neve valószínűleg hibásan van írva). 1701-ben szerepel először Brčevec néven. 
1857-ben 269, 1910-ben 483 lakosa volt. Trianonig Belovár-Kőrös vármegye Kőrösi járásához tartozott. 2001-ben 546 lakosa volt.

## Lakosság
| Lakosság változása | Lakosság változása | Lakosság változása | Lakosság változása | Lakosság változása | Lakosság változása | Lakosság változása | Lakosság változása | Lakosság változása | Lakosság változása | Lakosság változása | Lakosság változása | Lakosság változása | Lakosság változása | Lakosság változása |
| ------------------ | ------------------ | ------------------ | ------------------ | ------------------ | ------------------ | ------------------ | ------------------ | ------------------ | ------------------ | ------------------ | ------------------ | ------------------ | ------------------ | ------------------ |
| 1857               | 1869               | 1880               | 1890               | 1900               | 1910               | 1921               | 1931               | 1948               | 1953               | 1961               | 1971               | 1981               | 1991               | 2001               |
| 269                | 248                | 270                | 349                | 404                | 483                | 527                | 540                | 565                | 575                | 576                | 520                | 510                | 503                | 546                |

## Nevezetességei
Mária Mennyebevitele tiszteletére szentelt kápolnája.

## Külső hivatkozások
Vrbovec város hivatalos oldala